# Deutsches Meisterschaftsrudern 2022

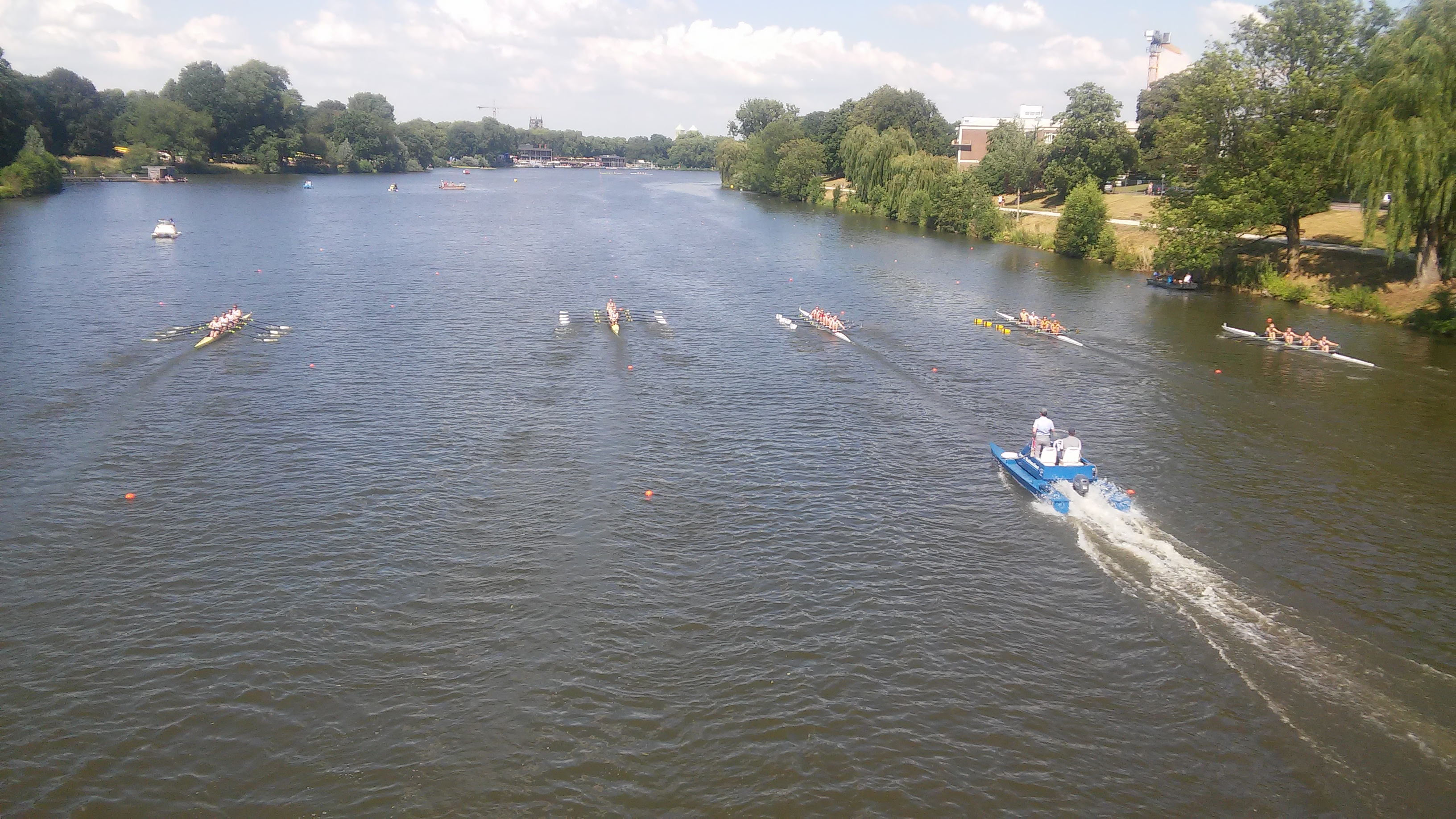
Das Frauen-Doppelviererrennen von der Torminbrücke

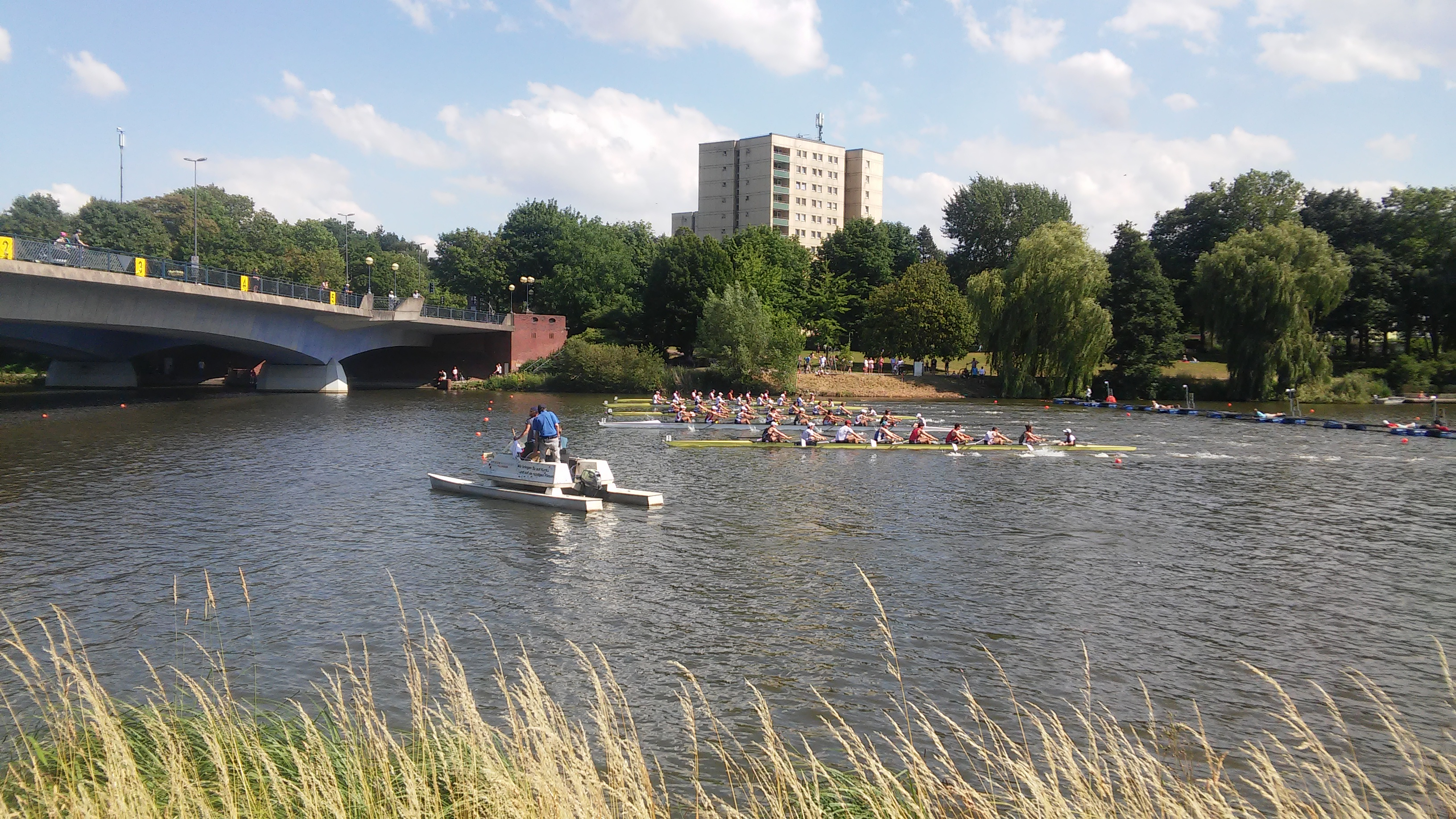
Der Start des Männer-Achterrennens

Das 132. Deutsche Meisterschaftsrudern wurde in Krefeld und Münster ausgetragen.
Die Regatten der Kleinboote (Einer und Zweier ohne) fanden vom 22. bis 24. April auf dem Elfrather See in Krefeld statt. Die Distanz betrug 2000 Meter. Die Meister in allen weiteren Bootsklassen wurden bei den Großbootmeisterschaften auf dem Aasee in Münster vom 1. bis 3. Juli ermittelt. Sie fanden im Rahmen einer Vierfach-Meisterschaft statt. Zur gleichen Zeit fanden auch die offenen deutschen Mastersmeisterschaften, Parameisterschaften und Hochschulmeisterschaften statt. Es wurde über 1000 Meter gerudert. Als erfolgreichster Verein gewann der Osnabrücker Ruder-Verein den Oskar-Ruperti-Preis.
Insgesamt gab es 22 Medaillenentscheidungen. Dabei wurden pro Geschlecht Medaillen in jeweils 10 Bootsklassen vergeben werden. Zudem fanden zwei Mixed-Rennen statt.

## Medaillengewinner

### Männer
| Bootsklasse                           | Gold | Silber | Bronze |
| ------------------------------------- | --- | --- | --- |
| Einer                                 | Frankfurter RG Germania Oliver Zeidler | RC Nassovia Höchst Jonas Gelsen | RuS Steinmühle Marburg Marc Weber |
| Doppelzweier                          | Stuttgarter Rudergesellschaft 1899 Emil Schmidberger Moritz Korthals | Rudergesellschaft Wiking Berlin Max Röger Sean Vedrinelle | Rgm. WSV Honnef / Kölner RV von 1877 Moritz Witten Christian Förster |
| Zweier ohne Steuermann                | Rgm. RC Tegel 1886 / RC Potsdam Olaf Roggensack Mattes Schönherr | Rgm. RU Arkona Berlin / RC Favorite Hammonia Niclas Schröder Torben Johannesen | Rgm. RC Favorite Hammonia / RV Münster von 1882 Benedict Eggeling Jasper Angl |
| Doppelvierer                          | Stuttgarter Rudergesellschaft 1899 Moritz Marchart Emil Schmidberger Moritz Korthals Simon Kramm | Rgm. Bremer RC Hansa / Mündener RV / Hildesheimer RC Fynn Anders Benjamin Cloke Lucas Müller Lirion Djekovic | Kölner Ruderverein von 1877 Maxime Wülfrath Vincent Schmitz Robin Goeritz Jonas Karthaus |
| Vierer ohne Steuermann                | Osnabrücker Ruder-Verein Matthias Hörnschemeyer Friedrich Amelingmeyer Paul Seiters Henning Köncke | Stuttgarter Rudergesellschaft 1899 Moritz Marchart Moritz Korthals Emil Schmidberger Simon Kramm | Rgm. WSV Düsseldorf RG / RTHC Bayer Leverkusen / Neusser RV Simeon Falger Mats Winkels Johannes Neubauer Matthias Haggenei |
| Achter                                | Rgm. Osnabrücker RV / RTHC Bayer Leverkusen / RV Münster Lukas Menkhaus Conrad Felsner Friedrich Amelingmeyer Paul Seiters Ivan Maidachevskyi Matthias Hörnschemeyer Henning Köncke Julius Christ Elisa Saks (St.) | Rgm. RC Nürtingen / Ulmer RC Donau / Osnabrücker RV / RTHC Bayer Leverkusen / RRGM Mülheim Ruhr / Ludwigshafener RV / Mainzer RV Axel Oschmann Mahni Fatahi Frederik Völker Tom Härtwig Nick Blankenburg Christian Vennemann Dominic Imort Julius Wagner Tanja Knöll (St.) | Rgm. RC Germania Düsseldorf / WSV Düsseldorf RG / Kölner RV von 1877 / Crefelder RC / Neusser RV / Hürther RG Bruno Hirsch Mats Winkels Mark Oedinghofen Christian Förster Johannes Neubauer Lennert Zyla Aaron My Laurin Mückshoff Malte Otto (St.) |
| Leichtgewichts-Einer                  | Akademischer RC Würzburg Joachim Agne | RC Witten Finn Wolter | Osnabrücker RV Paul Leerkamp |
| Leichtgewichts-Doppelzweier           | Rgm. Heidelberger RK / Hanauer RG Tim Niclas Meier Berkay Günes | RC „Allemannia von 1866“ Hamburg Rouven Oliver Berg Nick Sommerfeldt | Ruderverein Münster 1882 Leonard Allmann Sebastian Merschel |
| Leichtgewichts-Zweier ohne Steuermann | RC am Lech Kaufering Alexander Aigner Maximilian Aigner | RV Weser Hameln Henrik Fleige Jonas-Maximilian Schleumer | Rgm. Kölner RV von 1877 / WSV Düsseldorf RG von 1898 Bruno Hirsch Mats Winkels |
| Leichtgewichts-Vierer ohne Steuermann | Rgm. RC Germania Düsseldorf / Kölner RV von 1877 / RTHC Bayer Leverkusen / Neusser RV Takatomo Furumai Johannes Neubauer Aaron My Laurin Mückshoff                                                                 | Rgm. Karlsruher RV Wiking / Mannheimer RV Amicitia / RG Treis-Karden 1969 / Wormser RC Blau-Weiß Samuel Weidemaier Adrian Mengedoht Lukas Schambach Simon Haible | Rgm. RC „Allemannia von 1866“ Hamburg / Hamburger und Germania RC Nick Sommerfeldt Vincent Meyer Rouven Oliver Berg Zeno Robertson |

### Frauen
| Bootsklasse                           | Gold | Silber | Bronze |
| ------------------------------------- | --- | --- | --- |
| Einer                                 | RC Meschede Alexandra Föster | Rostocker RC von 1885 Aurelia-Maxima Katharina Janzen | Osnabrücker RV Pia Greiten |
| Doppelzweier                          | Rgm. Kölner RV von 1877 / RC Witten Annika Steinau Pia Otto | Rgm. Bonner RG / Crefelder RC Louisa Heinermann Emilia Greif | Ruder-Union Arkona Berlin 1879 Jessika Fuhr Scarlett Gelleszun |
| Zweier ohne Steuerfrau                | Rgm. RC Tegel 1886 / RC Potsdam Alyssa Meyer Melanie Göldner | Rgm. Crefelder RC / RK am Wannsee Lena Sarassa Hannah Reif | Rgm. Deutscher RC von 1884 / Hannoverscher RC Lena Osterkamp Marie-Cathérine Arnold |
| Doppelvierer                          | Rgm. Stuttgart-Cannstatter RC / Hannoverscher RC / ETuF Essen / RV Münster Laura Wappelhorst Luisa Neerschulte Janika Kölblin Janka Kirstein                                              | Rgm. RG Kassel / Mündener RV / Erster Kieler RC / Lübecker RG Carlotta Rommel Jule Böckmann Ann-Elen Pinnecke Ronya Elles | Dresdner Ruder-Club 1902 Olivia Stampniok Anastasia Monashko Lilith Wirth Helena Zapf |
| Vierer ohne Steuerfrau                | Karlsruher Ruder-Verein Wiking 1879 Barbara Thiele Esther Linner Luise Münch Victoria Karl                                                                                                | Rgm. Mannheimer RG Baden / RC Nürtingen / Ludwigshafener RV Neele Zahn Verena Schuhmacher Marit Neumann Hannah Rieder | Rudergesellschaft München 1972 Anne Beier Ricarda Heuser Lisa Weber Magdalena Rabl |
| Achter                                | Rgm. RC Germania Düsseldorf / Neusser RV / Mainzer RV Inken Bargstedt Paula Kuhn Leonie Menzel Mareike Stölzner Fabienne Klung Laura Brenker Linda Battling Vera Spanke Joti Mirdha (St.) | Rgm. Regensburger RK / Bonner RG / Kölner RV von 1877 / Crefelder RC / RTHC Bayer Leverkusen / RV Waltrop Tabea Zagorski Rosa Hultsch Hannah Schilcher Charlotte Körner Sabrina Schoeps Sonja Schlosser Kathrin Marchand Theresa Kampmann Neele Erdtmann (St.) | Rgm. Mannheimer RV Amicitia / Mannheimer RG Baden / RC Nürtingen / Ludwigshafener RV Katharina Klinge Susanne Lackner Hanna Steinle Melina Lindenmuth Neele Zahn Marit Neumann Verena Schuhmacher Hannah Rieder Marina Warncke (St.) |
| Leichtgewichts-Einer                  | Schweriner RG Marie-Louise Dräger | Frankfurter RG Germania Sophie Themlitz | Akademischer RC Würzburg Johanna Reichardt |
| Leichtgewichts-Doppelzweier           | Akademischer Ruderclub Würzburg Julia Wolf Sophia Wolf | Rgm. ARC Würzburg / Rostocker RC Lea Kleinertz Lea Thiede | Marburger Ruderverein 1911 Caroline Joris Fiona Hoffmann |
| Leichtgewichts-Doppelvierer           | Rgm. ARC Würzburg / Kölner RV von 1877 / RV Münster Julia Tertünte Sophia Wolf Pia Otto Julia Wolf                                                                                        | Rgm. RG Heidelberg / ARC Würzburg / Frankfurter RG Germania / Rostocker RC Lea Kleinertz Lea Thiede Cathrin Reimer Anouk, Regina Eichelberger | Rgm. RV Waldsee / Karlsruher RV Wiking / Mannheimer RG Baden Marina Warncke Nadine Leuter Aileen Vögeli Amelia Isabel Böhle |
| Leichtgewichts-Zweier ohne Steuerfrau | Rgm. Lübecker RG von 1885 / Erster Kieler RC von 1862 Jana Peters Helene Schernus | Rgm. Essen-Werdener RC / ETuF Essen Julia Kocherscheidt Katharina Soldat | Keine weiteren Boote am Start. |

### Mixed
| Bootsklasse  | Gold | Silber | Bronze |
| ------------ | --- | --- | --- |
| Doppelvierer | Rgm. Kölner RV von 1877 / RC Witten Annika Steinau Christian Förster Jonas Karthaus Pia Otto | Crefelder Ruder-Club 1883 Henriette te Neues Johanna te Neues Moritz te Neues Moritz Koch                                                                         | Rgm. Bonner RG / Kölner RV von 1877 Sabrina Schoeps Christopher Becerra Robin Goeritz Charlotte Körner                                                                    |
| Achter       | Rgm. Mannheimer RG Baden / RC Nürtingen / Ulmer RC Donau / Ludwigshafener RV / Mainzer RV Neele Zahn Verena Schuhmacher Marit Neumann Hannah Rieder Axel Oschmann Tom Härtwig Frederik Völker Mahni Fatahi Tanja Knöll (St.) | Osnabrücker Ruder-Verein Tobias Nave Maurice Baack Lotta Fischer Fleur Wohlschlager Valeria Grismann Thea Felsner Lars Jung Conrad Felsner Jaqueline Zimmer (St.) | Rudergesellschaft München 1972 Lennard Kausemann Dominic Gallert Felix Zukunft Maximilian Rieder Lisa Weber Ricarda Heuser Anne Beier Magdalena Rabl Alexandra Fill (St.) |